# Rudolf Just
Rudolf Just (* 1877 in Lüthorst, Provinz Hannover; † 1948) war ein deutscher Verleger, Autor und Leiter der Kuranstalt Jungborn.

## Leben und Wirken
Just absolvierte zunächst eine Ausbildung zum Buchhändler. Wie sein älterer Bruder Adolf Just arbeitete er in der Buchhandlung „A.Graff“. Im Jahr 1897 gründete er den Jungborn-Verlag Rudolf Just.
Ab 1897 war er in der von seinem Bruder zwei Jahre zuvor gegründeten Kuranstalt Jungborn im Harz tätig. 1908 übernahm er deren Leitung und baute sie zur größten Naturheilanstalt Deutschlands mit bis zu 350 Patienten täglich aus. Zu den Kurgästen zählten berühmte Persönlichkeiten wie z. B. Franz Kafka, der sich dort im Juli 1912 aufhielt.
Just beschäftigte sich insbesondere mit der gesunden Ernährung in Verbindung mit einer naturgemäßen Heil- und Lebensweise. Sein Konzept einer einfachen Kost erprobte er an sich selbst, um es dann später in der Kuranstalt anzuwenden. Er gilt als ein Wegbereiter des Heilfastens in Deutschland.
Das von ihm 1910 in Bad Harzburg gegründete Reform- und Versandhaus mit weltweitem Handel existierte bis 1945.
In der Zeit zwischen 1922 und 1939 veröffentlichte Just mehrere Bücher, unter anderem das damals sehr erfolgreiche Jungborn-Kochbuch.
Just war Mitglied des elitären Deutschen Herrenklubs in Berlin.

## Privates
Rudolf Just war der Vater von Walter Just, der ab 1930 als Arzt im Jungborn wirkte, Armin Just (ab 1939 in der Geschäftsleitung tätig) und Günter Just. Walter und Günter Just kamen im Oktober 1936 bei einem Autounfall ums Leben.

## Schriften
- Das Fasten nach den Jungborn-Grundsätzen und das Morgefasten. 1922.
- Der Jungborn-Tisch. Ein neues vegetarisches Kochbuch. Jungborn-Verlag, Bad Harzburg 1922.
- Heraus aus dem Wirrwarr der Ernährungs-'Systeme'. Jungborn-Verlag, Bad Harzburg 1935.
- Küchentagebuch. Jungborn-Speisezettel für jeden Monat des Jahres, 1936.
- Das Jungborn-Kochbuch. Falken Verlag, Berlin-Schildow, 1938.